# 암살

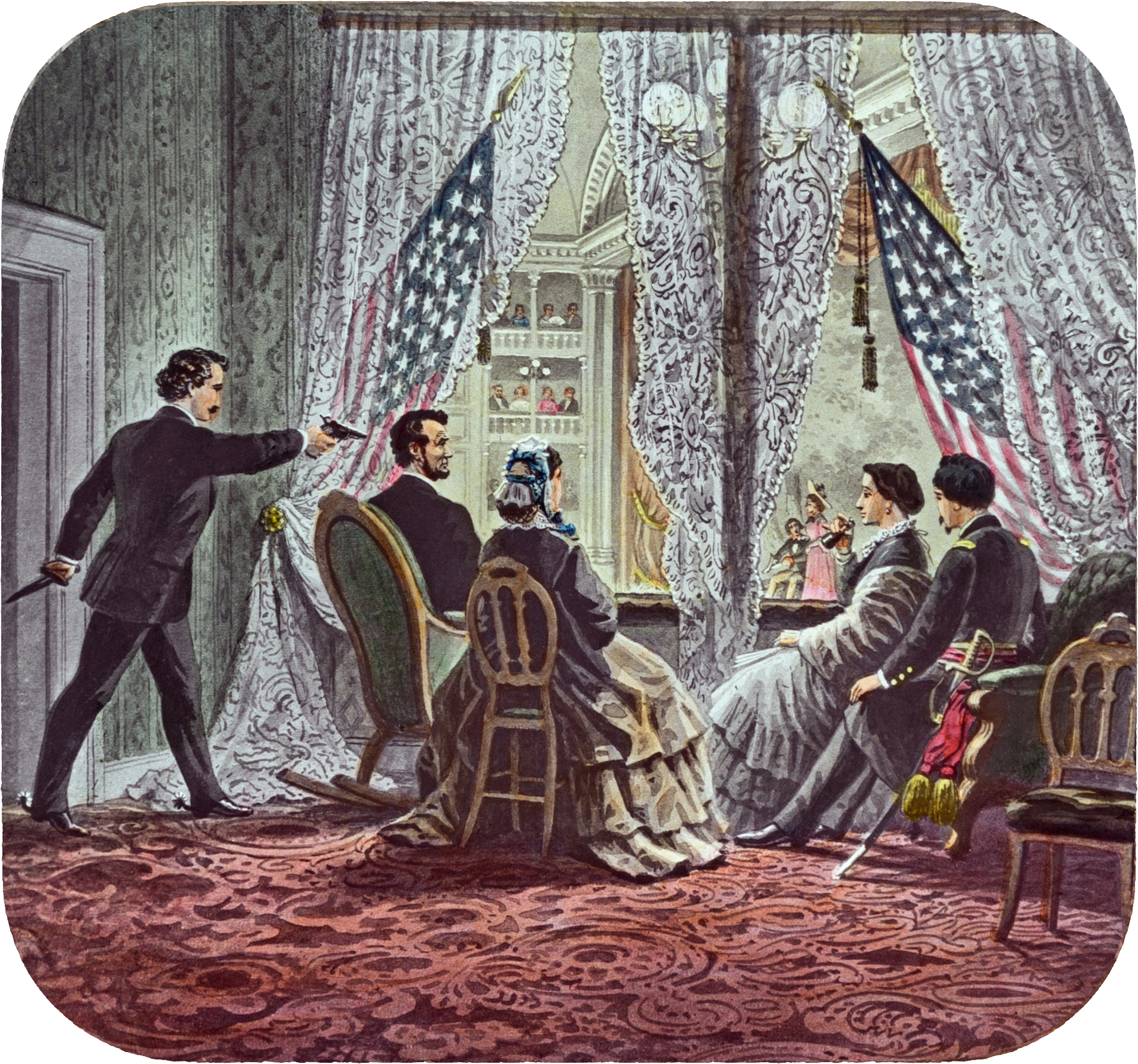
포드 극장 대통령 전용석에서 에이브러햄 링컨 암살 사건을 묘사한 그림으로, 왼쪽에서 오른쪽으로 암살자 존 윌크스 부스, 에이브러햄 링컨, 메리 토드 링컨, 클라라 해리스, 헨리 래스본이 보인다.

암살(暗殺)은 고의로 사람, 특히 요인이나 중요 인물을 갑작스럽거나 은밀하거나 계획적인 공격으로 살해하는 행위이다. 정치적, 이념적, 종교적, 개인적, 재정적, 또는 군사적 동기에 의해 유발될 수 있다.
암살은 개인과 조직 모두에 의해 지시되며, 공범자에 의해 실행된다. 암살 행위는 고대사 이래로 자행되어 왔다. 암살을 실행하는 사람을 암살자라고 부른다.

## 어원

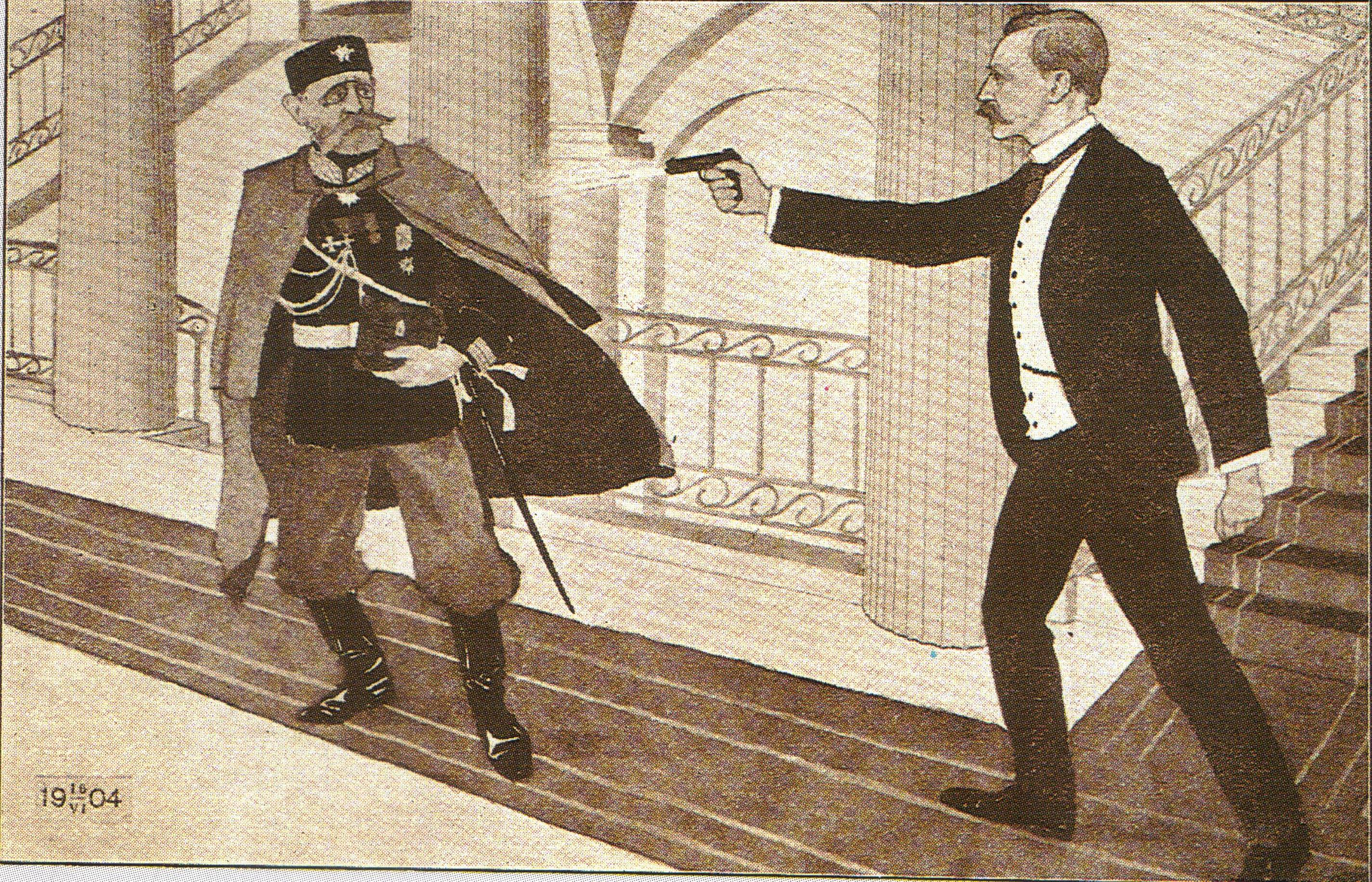
러시아의 핀란드 총독 니콜라이 보브리코프가 1904년 6월 16일 헬싱키에서 에우겐 샤우만에게 암살당하는 모습. 그림의 작가는 미상이다.

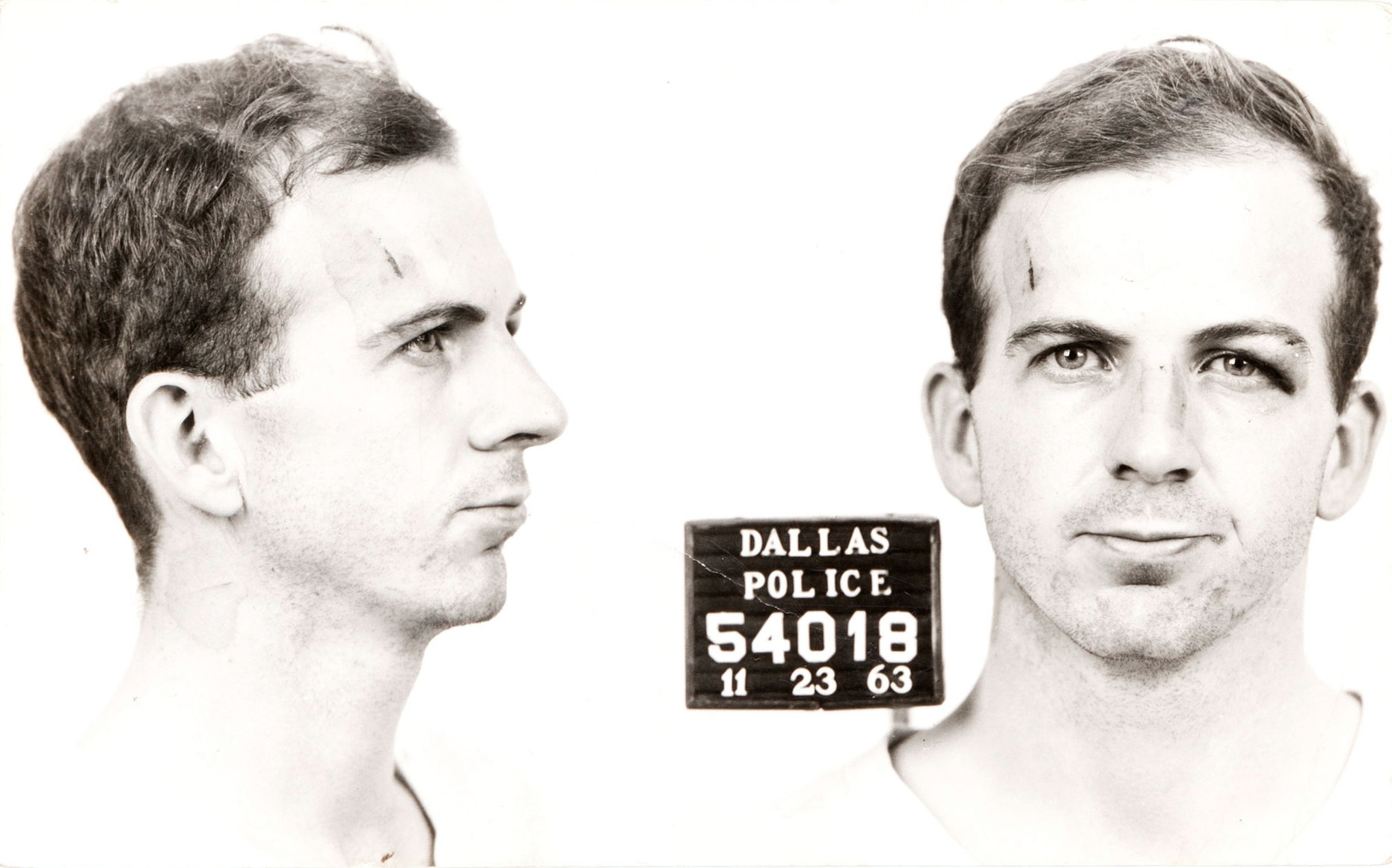
1963년 11월 22일 미국 대통령 암살의 책임을 진 리 하비 오스월드의 머그샷. 오스월드는 이틀 후 잭 루비에게 암살당했으며, 이는 생방송으로 중계된 최초의 사건이었다.

암살자의 영단어 assassin은 이탈리아어와 프랑스어의 "Assissini"에서 유래했으며, 이는 하시샤신(아랍어: حشّاشين ḥaššāšīn[*])이라는 단어에서 파생된 것으로 여겨진다. 이는 하시시(i/hæˈʃiːʃ/ 또는 i/ˈhæʃiːʃ/; حشيش ḥašīš에서 유래)와 어원적 뿌리를 공유한다. 이 용어는 다양한 정치적 목표에 맞서 활동했던 니자리 이스마일파의 한 집단인 아사신 교단을 지칭했다.
하산 이븐 사바흐가 설립한 아사신은 11세기부터 13세기까지 근동에서 활동했다. 이 집단은 정치적, 종교적 이유로 아바스 왕조, 셀주크 제국, 파티마 칼리파국, 그리고 기독교 십자군 엘리트들을 살해했다.
아사신 교단 구성원들이 살해 중이거나 교화 중 하시시의 영향을 받았다고 흔히 알려져 있지만, 이러한 주장이 타당한지에 대한 논쟁이 있다. 많은 동양 작가들과 서양 학자들은 약물 복용이 그 이름의 핵심 특징이 아니라고 믿고 있다.
"암살하다"를 의미하는 "assassinare" (암살자)라는 용어는 13세기 중반부터 중세 라틴어에서 사용되었다.
"to assassinate"라는 동사의 영어 인쇄물에서 가장 초기에 알려진 사용은 매튜 서클리프가 1600년에 인쇄된 소책자 "A Briefe Replie to a Certaine Odious and Slanderous Libel, Lately Published by a Seditious Jesuite"에서 사용했으며, 이는 윌리엄 셰익스피어의 맥베스(1605년)에서 사용되기 5년 전이었다.

## 역사적 용례

### 고대부터 중세까지
암살은 권력정치의 가장 오래된 도구 중 하나이다. 이는 기록된 역사만큼이나 오래되었다.
이집트 고왕국 이집트 제6왕조의 파라오 테티 (기원전 23세기)는 암살당한 최초의 알려진 희생자로 여겨지지만, 기록이 부족하여 증거는 상황적이다. 고대 이집트 군주 두 명은 더 명시적으로 암살당한 것으로 기록되어 있다. 이집트 중왕국 이집트 제12왕조의 아메넴헤트 1세 (기원전 20세기)는 알려지지 않은 이유로 궁정 경비병에게 침대에서 암살당한 것으로 기록되어 있으며 (아메넴헤트의 가르침에 언급됨), 동시대의 사법 기록은 이집트 신왕국 이집트 제20왕조의 군주 람세스 3세가 기원전 1155년에 실패한 쿠데타 시도의 일환으로 암살당했음을 기록하고 있다. 기원전 550년에서 330년 사이에 아케메네스 제국의 일곱 명의 페르시아 왕이 살해당했다. 기원전 5세기 중국의 군사 논문 손자병법은 암살 전술과 그 장점에 대해 언급한다.
구약성경에서 유다 왕국의 요아스 왕은 자신의 신하들에게 암살당했고, 요압은 다윗 왕의 아들 압살롬을 암살했으며, 아시리아의 센나케립 왕은 자신의 아들들에게 암살당했고, 야엘은 시스라를 암살했다.
차나키야 (약 350–283 BC)는 그의 정치 논문 아르타샤스트라에서 암살에 대해 자세히 썼다. 그의 제자 찬드라굽타 마우리아는 마우리아 제국의 창시자로, 나중에 그의 적들에 대해 암살을 이용했다.
일부 유명한 암살 희생자로는 알렉산드로스 대왕의 아버지인 필리포스 2세 (기원전 336년)와 로마 독재자 율리우스 카이사르 (기원전 44년)가 있다. 로마 황제들은 종종 이러한 방식으로 최후를 맞이했으며, 수백 년 후 많은 무슬림 시아파 이맘들도 마찬가지였다. 세 명의 연속적인 정통 칼리프 (우마르 이븐 알카타브, 우스만 이븐 아판, 그리고 알리 이븐 아비 탈리브)는 초기 무슬림 간의 내전에서 암살당했다. 이러한 관행은 고대 중국에서도 잘 알려져 있었는데, 예를 들어 기원전 227년 진 (영성)의 왕 영정에 대한 형가의 암살 시도가 실패한 경우와 같다. 많은 암살이 개인이나 소규모 집단에 의해 수행되었지만, 여러 암살을 수행하기 위해 집단적인 사람들을 사용한 전문화된 부대도 있었다. 가장 초기의 부대는 기원 6년의 시카리파였으며, 이들은 중동의 아사신 교단과 일본의 닌자보다 수세기 앞섰다.
중세에는 서유럽에서 시역이 드물었지만, 동로마 제국에서는 반복되는 주제였다. 욕조에서 목 졸라 죽이는 것이 가장 흔한 방법이었다. 르네상스 시대에는 방벌—또는 개인적, 정치적 이유로 인한 암살—이 서유럽에서 다시 흔해졌다.

### 근대사

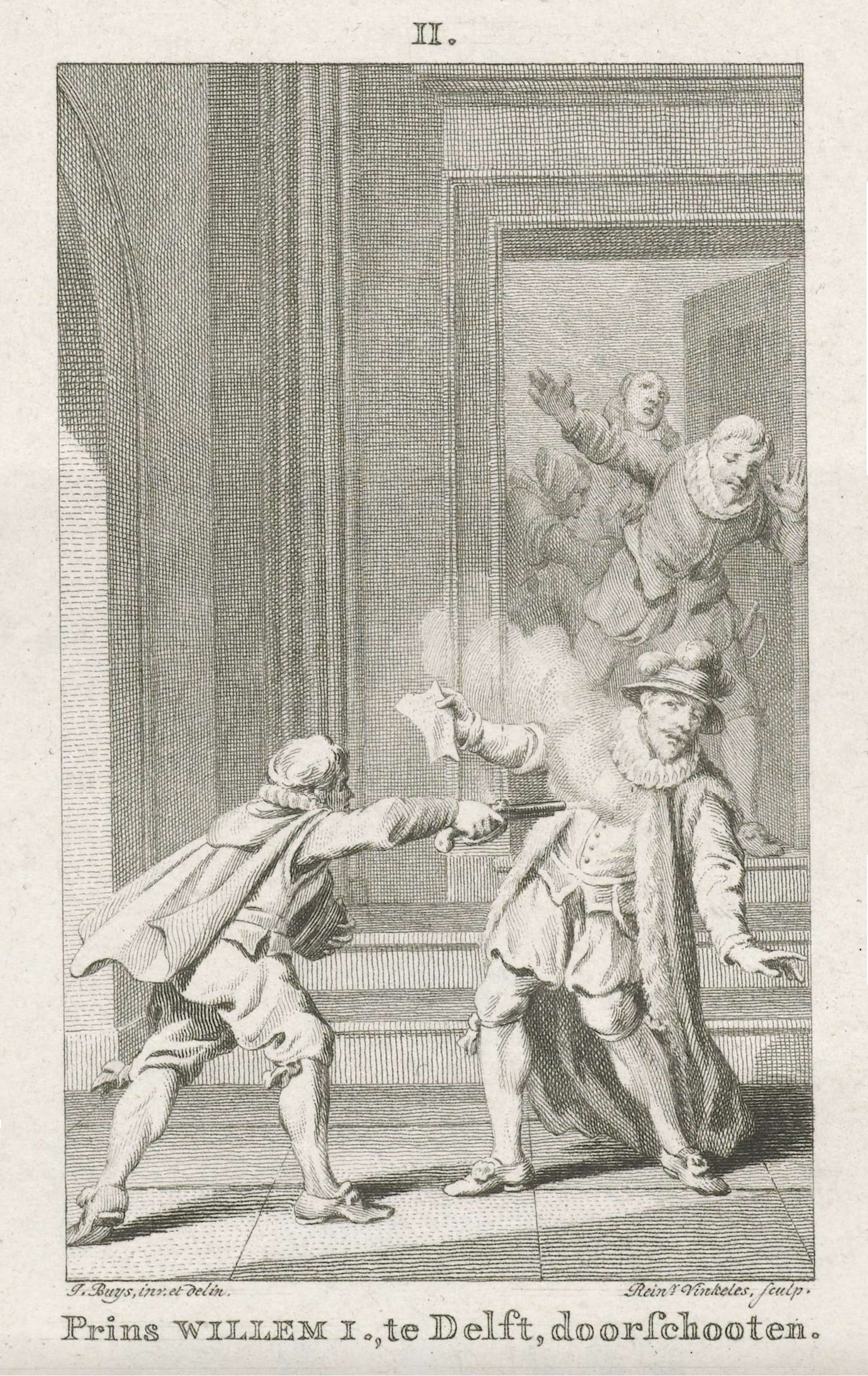
18세기 빌럼 1세 판 오라녜가 발타자르 제라르에게 1584년 7월 10일 암살당하는 모습을 묘사한 그림

16세기와 17세기 동안 국제법 학자들은 지도자 암살을 비난하기 시작했다. 발타자르 아얄라는 "외교 정책에서 암살 사용을 비난한 최초의 저명한 법학자"로 묘사되었다. 알베리코 젠틸리는 1598년 출판물에서 암살을 비난하며 지도자들의 자아 이익에 호소했다: (i) 암살은 암살당한 지도자의 후계자의 분노를 유발하여 단기적인 부작용을 일으키고, (ii) 암살은 무질서와 혼란을 야기하여 장기적인 부작용을 초래했다. 후고 그로티우스의 전쟁법에 관한 저작은 암살을 엄격히 금지하며, 살해는 전장에서만 허용된다고 주장했다. 근대 세계에서 중요한 인물들의 살해는 통치자들 간의 권력 투쟁 도구를 넘어 정치적 상징주의로도 사용되었는데, 예를 들어 행동의 선전에서 그러했다.
일본에서는 막말 4대 히토키리라고 불리는 암살단이 보신 전쟁 중 도쿠가와 막부의 행정 수장이었던 이이 나오스케를 포함한 많은 사람들을 살해했다. 일본에서의 대부분의 암살은 칼날 무기로 저질러졌으며, 이는 근대사까지 이어지는 특징이었다. 아사누마 이네지로 암살 사건의 비디오 기록이 존재하는데, 칼이 사용되었다.
1895년 일본 암살단은 조선 명성황후를 시해했다.
미국에서는 1865년부터 1963년까지 에이브러햄 링컨, 제임스 A. 가필드, 윌리엄 매킨리, 존 F. 케네디 등 네 명의 대통령이 암살자의 손에 사망했다. 미국 대통령에 대한 알려진 암살 시도는 최소 20건이었다.

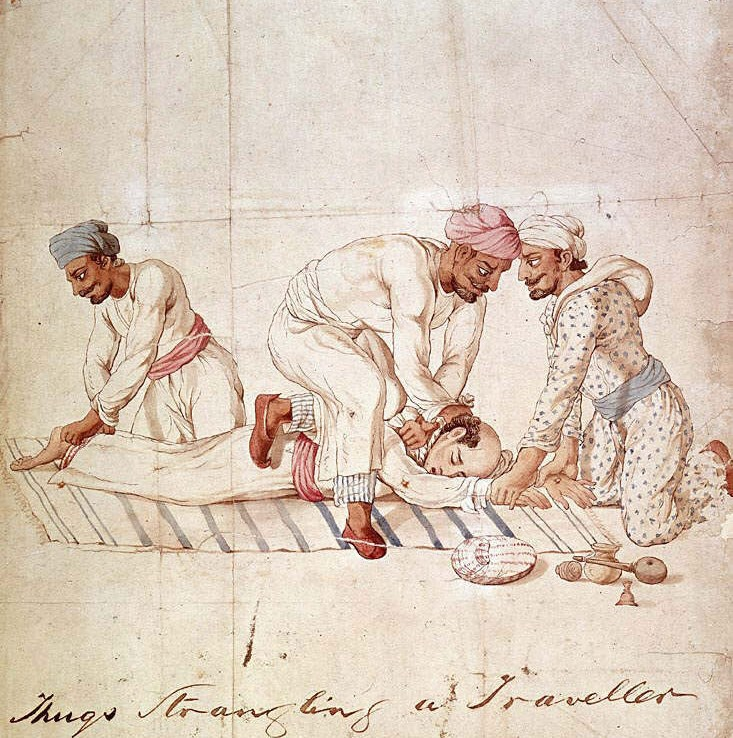
19세기 초 인도 고속도로에서 여행자를 교살하는 암살단 무리

오스트리아에서는 1914년 6월 28일 세르비아 민족주의자 가브릴로 프린치프에 의해 프란츠 페르디난트 폰 외스터라이히에스테 대공과 그의 아내 조피 초테크 폰 호헨베르크 여공작이 사라예보에서 암살되었다. 그는 제1차 세계 대전을 촉발시킨 장본인으로 지목된다. 라인하르트 하이드리히는 체코슬로바키아 망명정부를 대신하여 영국에서 훈련받은 체코슬로바키아 군인들의 유인원 작전 공격으로 사망했으며, 해독된 송신에서 얻은 정보를 통해 미국은 야마모토 이소로쿠 제독이 비행기로 이동 중일 때 표적 공격을 감행하여 살해했다.
1930년대와 1940년대에 이오시프 스탈린의 내무인민위원부는 우크라이나 민족주의자 조직 지도자 예브헨 코노발레츠, 이그나시 포레츠키, 제4인터내셔널 서기 루돌프 클레멘트, 레프 트로츠키, 카탈루냐의 마르크스주의통일노동자당 지도부 등 소련 밖에서 수많은 암살을 자행했다. 인도의 "국부"인 마하트마 간디는 1948년 1월 30일 나투람 고드세에게 총살당했다.
아프리카계 미국인 시민권 운동가 마틴 루터 킹 주니어는 1968년 4월 4일 테네시주 멤피스의 로레인 모텔(현 국립 시민권 박물관)에서 암살당했다. 3년 전, 또 다른 아프리카계 미국인 시민권 운동가 맬컴 엑스는 1965년 2월 21일 오듀본 볼룸에서 암살당했다.

### 냉전과 그 이후

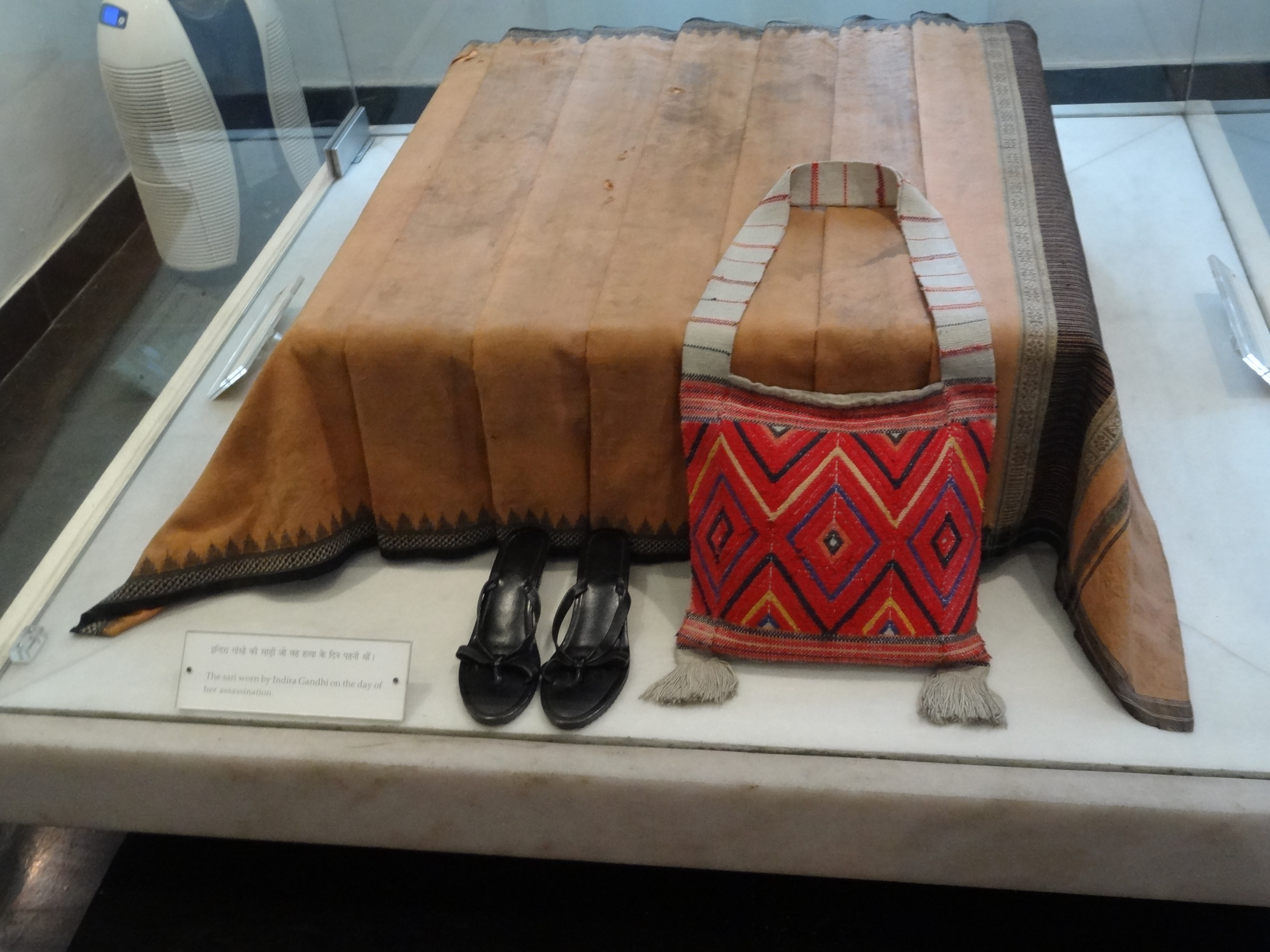
인디라 간디 인도 총리의 암살 당시 피 묻은 사리 (옷)와 소지품.

대부분의 주요 강대국들은 냉전 시대의 암살 전술을 부인했지만, 많은 이들은 그것이 정치적 이득을 위한 연막에 불과했으며, 암살자들의 은밀하고 불법적인 훈련이 오늘날에도 계속되고 있다고 주장한다. 러시아, 이스라엘, 미국, 아르헨티나, 파라과이, 칠레 등 여러 국가가 그러한 작전에 가담한 혐의를 받고 있다. 1979년 이란 혁명 이후 이란의 새 이슬람 정부는 1990년대까지 이어진 국제 암살 캠페인을 시작했다. 19개국에서 최소 162건의 살인이 이란 이슬람 공화국의 고위 지도부와 연관되어 있다. 이 캠페인은 미코노스 식당 암살 사건 이후에 종료되었는데, 독일 법원이 정부 고위 관계자들을 공개적으로 연루시키고 이란 정보기관장인 알리 팔라히안에 대한 체포 영장을 발부했기 때문이다. 팔라히안의 개인적인 연루와 살인에 대한 개별적 책임은 현재 기소 기록이 나타내는 것보다 훨씬 더 광범위하다는 증거가 있다.
인도에서는 인디라 간디 총리와 그녀의 아들 라지브 간디 (둘 다 1948년 암살당한 마하트마 간디와는 무관함)가 각각 1984년과 1991년에 펀자브주 (인도)와 스리랑카 북부의 분리주의 운동과 연관되어 암살당했다.
1994년 르완다 내전 중 쥐베날 하비아리마나와 시프리앵 은타랴미라 암살 사건은 르완다 집단학살을 촉발시켰다.
이스라엘에서는 1995년 11월 4일 이츠하크 라빈 총리가 오슬로 협정에 반대하는 이갈 아미르에게 암살되었다. 레바논에서는 2005년 2월 14일 라피크 하리리 전 총리 암살 사건이 유엔의 조사를 촉발시켰다. 그 결과 멜리스 보고서에서 시리아의 연루 가능성이 제기되면서 삼나무 혁명이 촉발되었고, 이는 시리아군을 레바논에서 철수시켰다.
2022년 9월 2일, 35세의 브라질 국적자가 당시 아르헨티나 부통령이었던 크리스티나 페르난데스를 암살하려 시도했다. 그러나 암살자의 총이 걸려 시도는 실패했다.

#### 미국 정부의 시민 살해
2012년 뉴욕 타임스는 오바마 행정부가 테러 용의자들을 담은 "암살 목록"을 유지하고 있다고 보도했다. 이 목록은 때때로 "처분 매트릭스"라고 불리며, 오바마 대통령은 법원 감독이나 재판 없이 목록에 있는 누구든 살해될지에 대한 최종 결정을 내렸다. 2011년 9월, 미국 시민 안와르 알아울라키와 사미르 칸은 예멘에서 미국 정부의 드론 공격으로 암살당했다. 2주 후, 아울라키의 16세 아들 또한 미국 시민이었는데, 알카에다의 고위 요원인 이브라힘 알바나를 목표로 한 공격으로 사망했다. 알바나는 그 공격에서 사망하지 않았다.

## 추가 동기

### 군사 및 외교 정책 교리로서

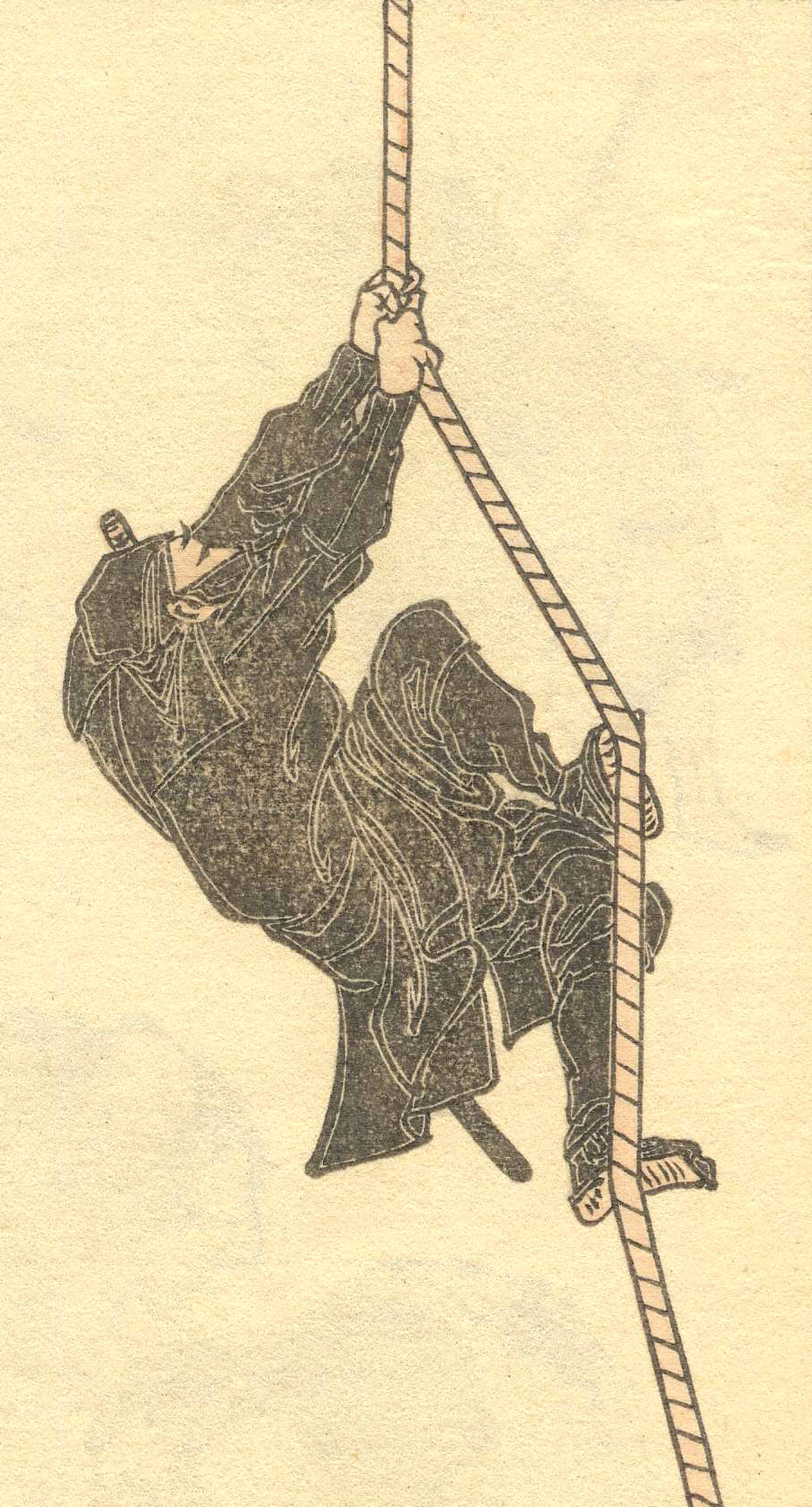
닌자의 기능에는 첩보, 사보타주 및 암살이 포함되었다.

군사적 목적을 위한 암살은 오랫동안 지지되어 왔다. 손무는 기원전 500년경 저서 손자병법에서 암살의 사용을 주장했다. 2000년이 지난 후, 마키아벨리도 저서 군주론에서 통치자들에게 위협이 될 수 있는 적들을 가능한 한 암살할 것을 조언한다. 군대와 심지어 국가까지도 특히 강력하고 교활하며 카리스마 있는 지도자를 기반으로 할 수 있으며, 그의 상실은 양측의 전쟁 수행 능력을 마비시킬 수 있다.
비슷한 이유와 추가적인 이유로 암살은 때때로 외교 정책 수행에도 사용되었다. 이러한 행동의 비용과 이점은 계산하기 어렵다. 암살당한 지도자가 더 유능한 후임자로 교체될지, 암살이 해당 국가에서 분노를 유발할지, 암살이 국내 여론을 악화시킬지, 그리고 암살이 제3자로부터 비난을 받을지 명확하지 않을 수 있다. 한 연구에 따르면 지도자들이 가진 인식 편향이 해당 분야의 의사 결정에 부정적인 영향을 미치는 경우가 많으며, 암살을 진행하기로 한 결정은 종종 어떤 후임자라도 더 나을 수 있다는 막연한 희망을 반영한다.
군사 및 외교 정책 암살 모두에서, 목표물이 훨씬 더 유능한 지도자로 교체될 위험이 있거나, 그러한 살해(또는 실패한 시도)가 대중으로 하여금 암살자들을 경멸하고 지도자의 대의를 더 강력하게 지지하게 만들 수 있다. 특히 뛰어난 지도자들과 맞서면서, 그러한 가능성은 펠로폰네소스 전쟁 중 아테네의 알키비아데스를 죽이려는 시도와 같이 여러 경우에서 감수되었다. 제2차 세계 대전의 추가 사례들은 암살이 어떻게 도구로 사용되었는지 보여준다.
- 1942년 5월 27일 영국과 체코슬로바키아 망명정부에 의한 프라하의 라인하르트 하이드리히 암살. 이 사례는 외교 정책 목표(체코슬로바키아 망명정부의 정당성과 영향력 강화)의 이점과 암살로 인한 가능한 비용(리디체 학살)을 비교하는 어려움을 보여준다.[50]
- 제2차 세계 대전 중 야마모토 이소로쿠 제독의 비행 경로가 해독된 후 미국이 그의 비행기를 요격한 사건.
- 개프 작전은 "사막의 여우"로도 알려진 독일군 원수 에르빈 롬멜을 생포하거나 살해하기 위한 영국의 특공대 작전이었다.[51]

최근 분쟁에서도 암살이 계속 사용되었다.
- 베트남 전쟁 동안, 미국은 피닉스 프로그램에 참여하여 남베트남 민족해방전선 지도자들과 동조자들을 암살했다. 이로 인해 6,000명에서 41,000명 사이의 사람들이 살해되었으며, 공식적인 "목표"는 월 1,800명이었다.[52][53][54]
- 2020년 1월 3일 바그다드 국제공항 공습에서 미국은 이란 쿠드스군 사령관 가셈 솔레이마니와 이라크 인민동원군 사령관 아부 마흐디 알무한디스, 그리고 다른 8명의 고위 군사 인원을 암살했다. 이 군사 지도자들의 암살은 미국과 이란 간의 긴장 고조와 미국 주도의 이라크 개입의 일환이었다.[55][56]

### 반군의 도구로서
반군 단체들은 종종 암살을 자신들의 목표를 달성하기 위한 수단으로 사용했다. 암살은 그러한 단체들에게 여러 가지 기능을 제공한다: 특정 적을 제거하고, 미디어와 정치의 관심을 자신들의 대의에 집중시키기 위한 선전 도구로서 기능한다.
아일랜드 공화국군 (1917년-1922년) 게릴라들은 1919년에서 1921년 사이에 아일랜드 독립 전쟁 동안 많은 왕립 아일랜드 경찰대 정보 장교들을 살해했다. 마이클 콜린스 (정치인)는 이러한 목적을 위해 특별 부대인 "더 스쿼드"를 조직했는데, 이는 많은 경찰관들이 직에서 사임하도록 위협하는 효과를 가져왔다. 스쿼드의 활동은 1920년 피의 일요일 (1920년)에 더블린에서 14명의 영국 요원을 살해하면서 절정에 달했다.
이 전술은 북아일랜드 분쟁(1969-1998) 동안 아일랜드 공화국군 임시조직에 의해 다시 사용되었다. 아일랜드 공화국군 임시조직의 1969-1997년 캠페인에서 영국의 연합주의 정치인과 활동가 암살은 사용된 여러 방법 중 하나였다. 아일랜드 공화국군은 또한 브라이턴 호텔에서 열린 보수당 전당대회를 폭파하여 영국 총리 마거릿 대처를 암살하려 시도했다. 충성파 준군사조직은 무작위로 가톨릭 신자들을 살해하고 아일랜드 민족주의 정치인들을 암살함으로써 보복했다.
스페인의 바스크 분리주의자 바스크 조국과 자유는 1960년대 후반부터 많은 보안 및 정치 인물들을 암살했는데, 특히 1973년 프랑코 정권의 총리였던 루이스 카레로 블랑코 백작을 암살했다. 1990년대 초에는 공개적으로 반대 의견을 표명하는 학자, 언론인 및 지방 정치인들도 목표로 삼기 시작했다.
이탈리아의 붉은 여단은 정치인 암살을 실행했으며, 독일의 적군파 (독일)도 1970년대와 1980년대에 그 정도는 작았지만 유사한 행동을 했다.
베트남 전쟁에서 공산 반군들은 혁명 운동을 방해하거나 경쟁한다고 여겨지는 정부 관리들과 민간인들을 일상적으로 암살했다. 이러한 공격은 반군 집단의 광범위한 군사 활동과 함께 미국이 개입하기 전에 응오딘지엠 정권을 거의 붕괴시킬 뻔했다.

## 심리학
20세기 후반 미국에서의 암살 시도에 대한 주요 연구는 대부분의 잠재적 암살자들이 시도를 계획하고 준비하는 데 많은 시간을 보낸다는 결론에 도달했다. 따라서 암살은 거의 "충동적인" 행동이 아니다.
그러나 실제 공격자 중 약 25%는 망상을 가지고 있었으며, "거의 치명적인 접근자"(목표물에 도달하기 전에 체포된 사람)의 경우 이 수치는 60%로 증가했다. 이는 정신 불안정이 많은 현대 암살에서 역할을 하지만, 망상적인 공격자일수록 시도에 성공할 가능성이 낮다는 것을 보여준다. 보고서는 또한 공격자의 약 3분의 2가 이전에 체포된 적이 있으며, 반드시 관련 범죄가 아니었다는 점을 발견했다. 44%는 심각한 우울증 이력이 있었고, 39%는 약물 남용 이력이 있었다.

## 기술

### 현대적인 방법
효과적인 원거리 무기, 그리고 나중에 총기의 등장은 암살 목표의 위치를 더욱 위태롭게 만들었다. 경호원만으로는 단호한 살인자들을 막기에 더 이상 충분하지 않았는데, 그들은 이제 직접 교전하거나 경비병을 매수하여 지도자를 살해할 필요가 없었기 때문이다. 더욱이, 더 먼 거리에서 목표물을 공격하는 것은 암살자들이 현장에서 빠르게 도주할 수 있게 하여 생존 가능성을 극적으로 높였다. 총기로 암살당한 최초의 국가원수는 1570년 스코틀랜드의 섭정 모레이 백작 제임스 스튜어트와 1584년 네덜란드의 오라녜 공 빌럼 1세 판 오라녜였다. 흑색화약과 다른 폭발물 또한 더 큰 규모의 행동을 위해 폭탄이나 더 많은 양의 폭발물을 사용하는 것을 가능하게 했다.
폭발물, 특히 차량 폭탄은 현대에 훨씬 더 흔해졌으며, 수류탄과 원격 조종 지뢰 또한 특히 중동과 발칸 반도에서 사용되었다. 프란츠 페르디난트 폰 외스터라이히에스테 대공에 대한 초기 암살 시도는 수류탄으로 이루어졌다. 중화기의 경우 로켓추진유탄 (RPG)은 장갑차의 인기(아래에서 논의)를 고려할 때 유용한 도구가 되었고, 이스라엘군은 항공기 탑재 미사일과 혁신적인 폭발물 사용을 개척했다.

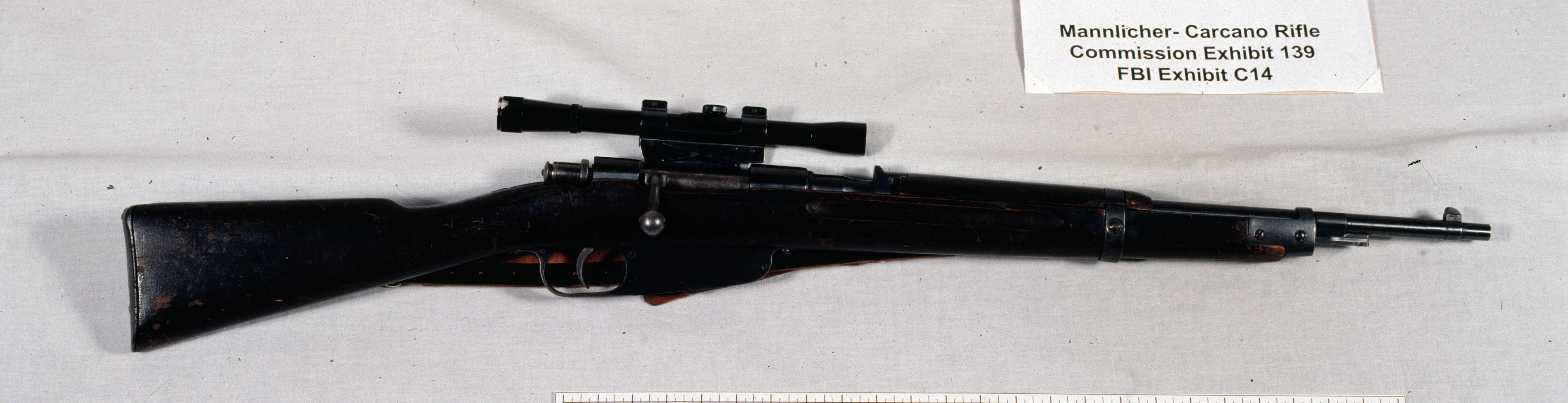
리 하비 오스월드가 소유했던 카르카노 모델 38 소총으로, 존 F. 케네디 대통령 암살에 사용되었다.

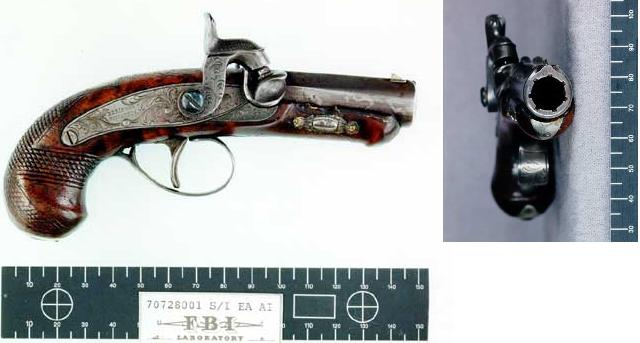
에이브러햄 링컨 대통령 암살범 존 윌크스 부스의 데린저 권총.

정밀 소총을 사용하는 저격수는 종종 허구의 암살에 사용되지만, 장거리 사격에는 몇 가지 실용적인 어려움이 따른다. 여기에는 명확한 시야를 확보할 수 있는 은폐된 사격 위치를 찾는 것, 목표 희생자의 이동 계획에 대한 상세한 사전 지식, 장거리에서 목표물을 식별할 수 있는 능력, 그리고 일반적으로 수백 미터로 측정되는 장거리에서 첫 발에 치명적인 타격을 가할 수 있는 능력이 포함된다. 전용 저격소총은 극도의 정확성을 달성하기 위해 높은 수준의 정밀 가공과 수작업 마무리가 필요하므로 종종 수천 달러에 달하는 고가이다.
상대적인 단점에도 불구하고, 권총은 훨씬 더 쉽게 숨길 수 있어 소총보다 훨씬 더 흔하게 사용된다. 20세기 후반 미국에서 암살 시도에 대한 주요 연구에서 평가된 74건의 주요 사건 중, 51%는 권총으로, 30%는 소총이나 산탄총으로, 15%는 칼로, 8%는 폭발물로 시도되었다 (복수 무기/방법 사용은 전체 사례의 16%에서 보고되었다).
국가 후원 암살의 경우, 중독은 더 쉽게 부인될 수 있다. 불가리아의 반체제 인사 게오르기 마르코프는 리친 중독으로 암살되었다. 독극물이 들어 있는 아주 작은 알약이 특별히 고안된 우산을 통해 그의 다리에 주입되었다. 불가리아 정부와 국가보안위원회의 광범위한 혐의는 법적 결과로 이어지지 않았다. 그러나 소련 붕괴 후, 국가보안위원회가 리친 알약을 피해자에게 주입할 수 있는 우산을 개발했으며, 탈북한 전 국가보안위원회 요원 두 명이 기관이 살인을 도왔다고 진술한 것이 밝혀졌다. 중앙정보국은 피델 카스트로 암살을 여러 번 시도했으며, 많은 계획에 그의 시가에 독을 타는 것이 포함되었다. 1950년대 후반, 국가보안위원회 암살자 보흐단 스타쉰스키는 우크라이나 민족주의 지도자 레프 레베트와 스테판 반데라를 분쇄된 사이안화물 앰플에서 독가스를 발사하는 스프레이 총으로 살해하여, 그들의 죽음이 심장마비처럼 보이게 했다. 2006년 영국에서 발생한 알렉산드르 리트비넨코 암살 사건은 치사량의 방사성 폴로늄-210이 그의 음식에 직접 분무된 에어로졸 형태로 전달되었을 가능성이 있다.

## 표적 살해

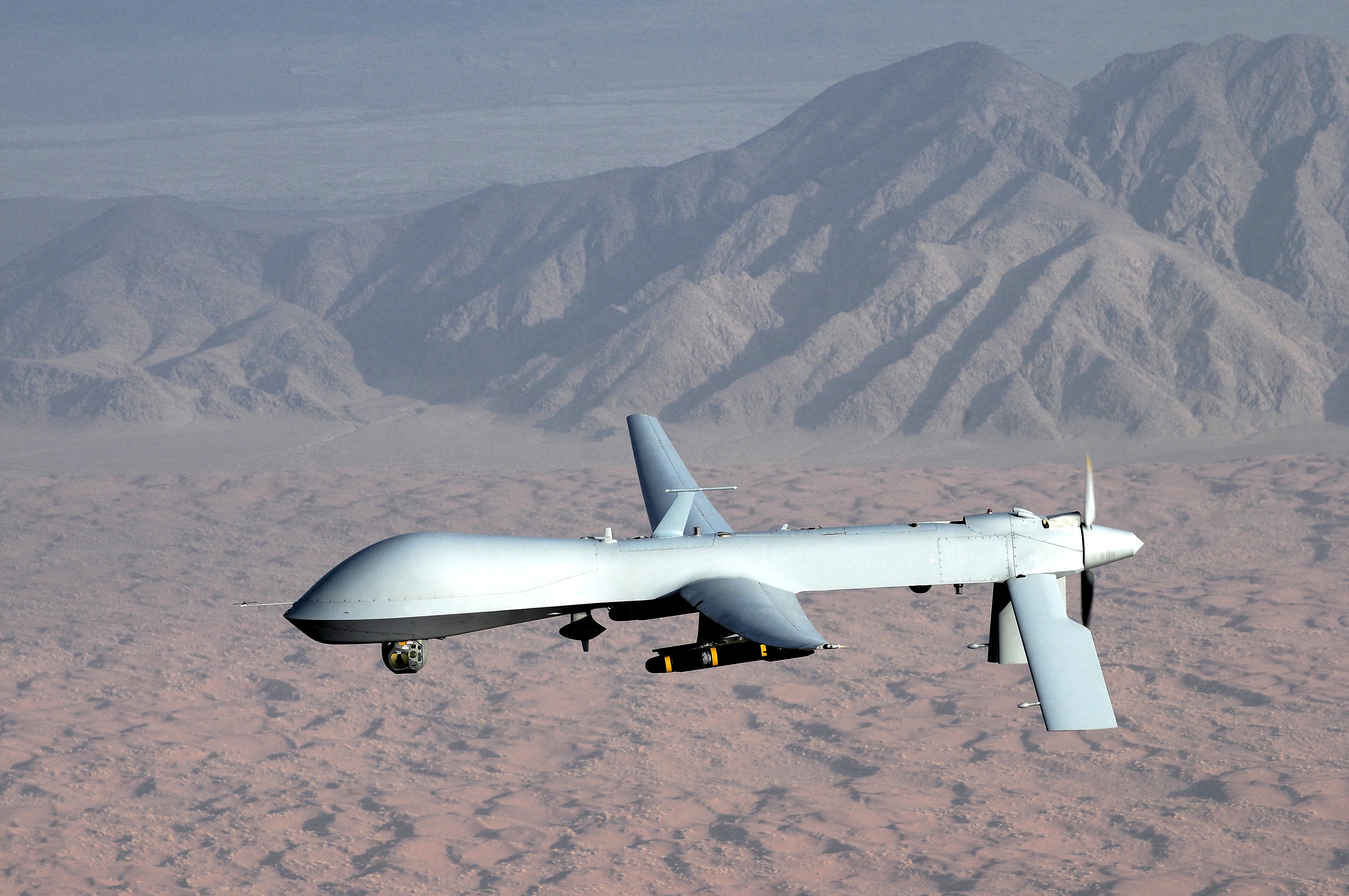
MQ-1 프레데터 UCAV; 때때로 표적 살해에 사용된다.

표적 살해는 정부나 그 대리인이 정부의 구금 상태에 있지 않은 민간인 또는 "불법 전투원"을 의도적으로 살해하는 행위이다. 표적은 무기를 소지하거나 다른 방식으로 무력 충돌이나 테러에 참여하고 있다고 주장되는 사람으로서, 그렇게 함으로써 제3차 제네바 협약에 따라 일반적으로 가질 수 있는 표적 대상으로부터의 면책을 상실한 사람이다. 이는 폭력을 연구하는 전문가들이 사용하는 "표적 폭력"과는 다른 용어이자 개념이다.
한편, 조지타운 대학교 법학센터 교수인 게리 D. 솔리스는 2010년 저서 "무력 충돌법: 전시 국제 인도법"에서 이렇게 썼다. "암살과 표적 살해는 매우 다른 행위이다." "암살"이라는 용어 사용은 살인(불법적인 살해)을 의미하기 때문에 반대되지만, 테러리스트들은 자기 방어로 표적이 되므로 이는 살인이지만 범죄는 아니다(정당방위). 전 뉴욕 남부 지방법원 연방 판사였던 에이브러햄 D. 소페르는 이 주제에 대해 다음과 같이 썼다.
사람들이 표적 살해를 "암살"이라고 부를 때, 그들은 그 행위의 정당성에 대한 논쟁을 미리 배제하려고 시도하는 것이다. 암살은 일반적으로 살인으로 정의되며, 그 이유로 미국에서 금지된다 ... 미국 관리들은 단지 그들의 정책이 우리의 이익에 해롭다고 여겨진다는 이유만으로 사람들을 살해할 수 없다 ... 그러나 자기 방어를 위한 살해는 우리의 경찰력이 국내 살인자들에 대해 취하는 행위와 마찬가지로 국제 문제에서 "암살"이 아니다. 자기 방어를 위한 표적 살해는 연방 정부에 의해 암살 금지에서 제외된다고 권위적으로 결정되었다.

작가이자 전 미 육군 대위인 매튜 J. 모건은 "암살과 표적 살해 사이에는 큰 차이가 있다... 표적 살해는 암살과 동의어가 아니다. 암살은 불법적인 살해를 구성한다"고 주장했다. 마찬가지로, 유타 대학교 법학 교수인 아모스 구이오라는 "표적 살해는... 암살이 아니다"라고 썼다. 존스 홉킨스 대학교 국제관계학 교수인 스티븐 R. 데이비드는 "이스라엘의 표적 살해 정책이 암살과 같지 않다고 믿을 만한 강력한 이유가 있다"고 썼다. 시러큐스 법대의 윌리엄 뱅크스와 조지 워싱턴 법대의 피터 레이븐-한센은 "테러리스트에 대한 표적 살해는... 불법이 아니며 암살을 구성하지 않는다"고 썼다. 로리 밀러는 다음과 같이 쓴다. "표적 살해는... '암살'이 아니다.'" 에릭 패터슨과 테레사 카살레는 "아마도 가장 중요한 것은 표적 살해와 암살 사이의 법적 구별일 것이다"라고 썼다.
한편, 미국 시민 자유 연맹도 웹사이트에서 다음과 같이 명시하고 있다. "어떤 전장에서도 멀리 떨어진 곳에서, 기소나 재판 없이 표적 살해 프로그램을 운영하는 것은 적법절차에 대한 헌법적 보장을 위반한다. 이는 또한 국제법을 위반하는데, 국제법에 따르면 무력 충돌 지역 밖에서는 비치명적 수단이 불가능할 때 임박한 위협을 막기 위한 최후의 수단으로만 치명적인 무력을 사용할 수 있다. 테러 혐의가 있는 사람들을 처형 대상으로 삼는 것은 어떤 전쟁 지역에서도 멀리 떨어져 있으며, 전 세계를 전장으로 만든다."
점령지 인권에 대한 이스라엘 정보 센터인 브첼렘의 연구 책임자 야엘 스타인은 그녀의 기사 "어떤 이름으로든 불법적이고 부도덕하다: '이스라엘의 표적 살해 정책'"에 대한 응답"에서 다음과 같이 진술했다.
이 정책이 대중에게 복수심과 응징감을 제공한다는 주장은 불법적이고 부도덕한 행위를 정당화할 수 있다. 분명히 법을 위반한 자는 처벌되어야 한다. 그러나 이스라엘 민간인을 대상으로 한 행위가 아무리 끔찍할지라도, 그들은 법에 따라 처벌되어야 한다. 데이비드의 주장은 원칙적으로 공식적인 법률 시스템 전체를 폐지하는 것을 정당화할 수 있다.

표적 살해는 미국과 이스라엘이 테러와의 전쟁에서 자주 사용하는 전술이 되었다. 이 전술은 복잡한 질문을 제기하고 적용의 법적 근거, 누가 적절한 "킬 리스트" 대상인지, 그리고 전술을 사용하기 전에 어떤 상황이 존재해야 하는지에 대해 논쟁적인 분쟁으로 이어질 수 있다. 의견은 테러를 줄이는 합법적인 자기 방어 형태라고 여기는 사람들부터 초법적 처형으로 간주하고 적법절차가 결여되어 더 많은 폭력을 초래한다고 말하는 사람들에 이르기까지 다양하다. 사용된 방법으로는 MQ-1 프레데터 또는 MQ-9 리퍼 드론에서 헬파이어 미사일 발사, 휴대전화 폭탄 폭파, 장거리 저격수 사격 등이 있다. 미국(파키스탄과 예멘)과 이스라엘(서안 지구와 가자 지구) 같은 국가들은 알카에다와 하마스 같은 단체의 구성원을 제거하기 위해 표적 살해를 사용했다. 2010년 초, 오바마 대통령의 승인으로 안와르 알아울라키는 중앙정보국에 의해 표적 살해 대상자로 공개적으로 승인된 최초의 미국 시민이 되었다. 아울라키는 2011년 9월 드론 공격으로 사망했다.
유엔 조사관 벤 에머슨은 미국의 드론 공격이 국제인도법을 위반했을 수 있다고 말했다. 더 인터셉트는 "2012년 1월부터 2013년 2월 사이에 미국 특수작전부대의 [아프가니스탄 북동부] 공습으로 200명 이상이 사망했다. 그 중 의도된 표적은 35명에 불과했다"고 보도했다.

## 대책

### 초기 형태

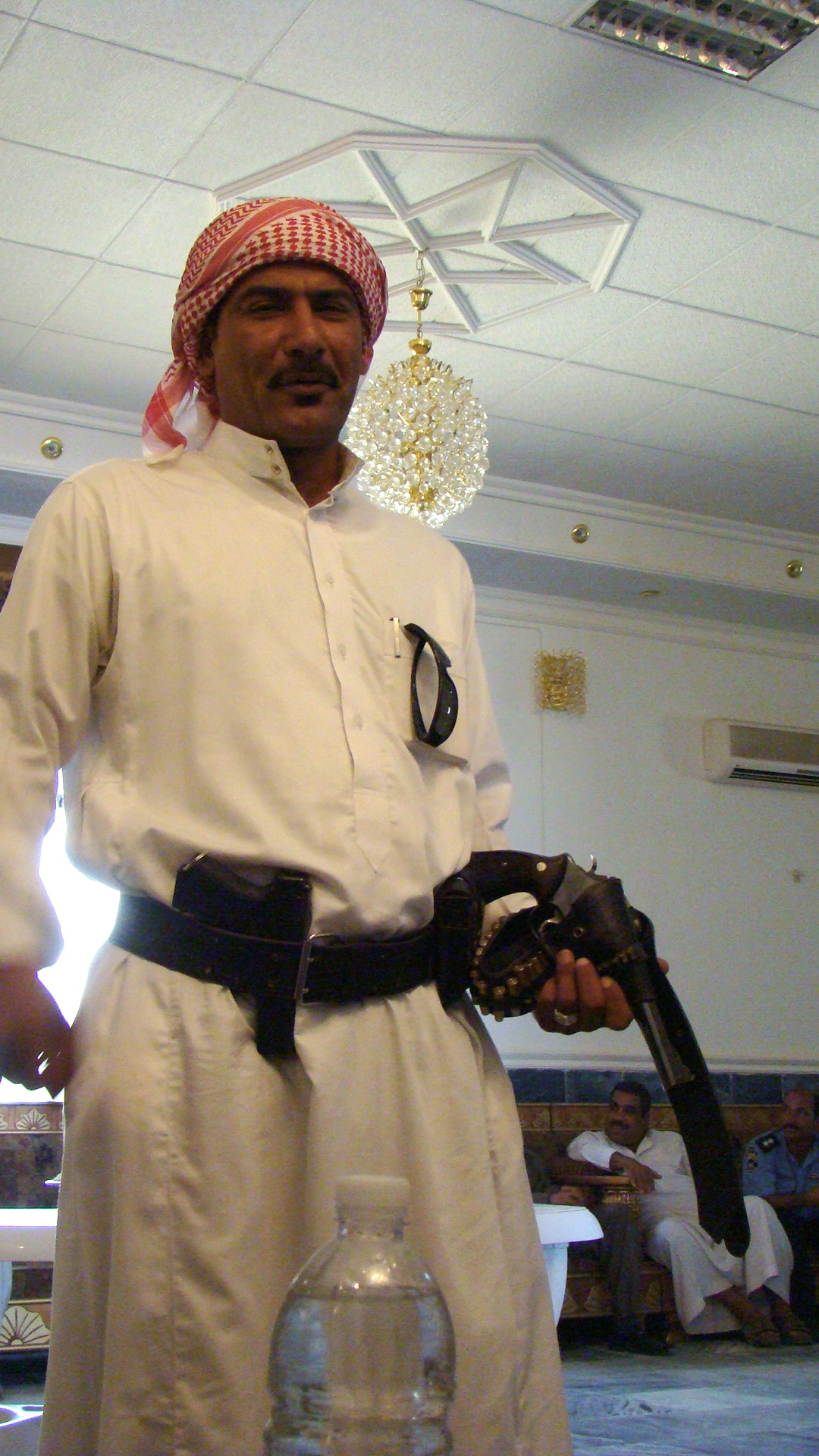
2007년 셰이크 압둘 사타르 아부 리샤 암살 시도 당시 급조폭발물에 의해 살해된 경호원.

암살자에 대한 가장 초기의 방어 형태 중 하나는 경호원을 고용하는 것이었다. 경호원은 잠재적 목표물에 대한 방패 역할을 하며, 잠재적 공격자를 미리 감시하고, 때로는 퍼레이드 경로 등에서 미리 경계하며, 물리적 힘으로 목표물을 보호할 수 있다는 것을 보여줌으로써 자신을 위험에 처하게 한다. 공격자를 무력화하기 위해 경호원들은 일반적으로 법적이고 실용적인 고려 사항이 허용하는 한 최대한 무장한다.
경호원의 주목할 만한 예로는 로마의 프라이토리아니나 오스만 제국의 예니체리가 있지만, 두 경우 모두 보호자들은 때때로 스스로 암살자가 되어 권력을 남용하여 국가원수를 사실상의 인질로 만들거나 보호해야 할 지도자를 살해하기도 했다. 개별 경호원의 충성심 또한 중요한 문제인데, 특히 강력한 민족적 또는 종교적 분열이 있는 국가를 통치하는 지도자에게는 더욱 그러하다. 이러한 분열된 충성심을 인지하지 못하여 1984년 인도 총리 인디라 간디가 두 명의 시크교도 경호원에게 암살당하는 결과를 초래했다.
경호 기능은 종종 지도자의 가장 충성스러운 전사들에 의해 수행되었으며, 초기 인류 역사 대부분에서 매우 효과적이었다. 이로 인해 암살자들은 독과 같은 은밀한 수단을 시도하게 되었고, 이 위험은 다른 사람이 지도자의 음식을 먼저 맛보게 함으로써 줄어들었다.

### 현대적 전략

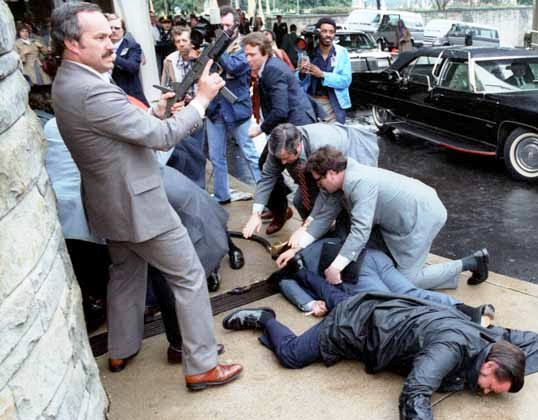
로널드 레이건 대통령에 대한 암살 시도

흑색화약의 등장으로 폭탄이나 총기를 이용한 원거리 암살이 가능해졌다. 초기 대응 중 하나는 단순히 경비를 강화하여 때로는 모든 지도자를 따라다니는 작은 군대처럼 보이게 하는 것이었다. 다른 하나는 지도자가 있을 때 도시 전체가 폐쇄될 정도로 넓은 지역을 확보하는 것이었다.
20세기가 시작되면서 암살자의 확산과 능력은 빠르게 증가했으며, 이에 대한 보호 조치 또한 증가했다. 처음으로 장갑차나 리무진이 안전한 수송을 위해 도입되었으며, 현대의 차량은 소화기 (무기) 사격, 소형 폭탄 및 지뢰에 거의 무적이다. 방탄복도 사용되기 시작했지만, 이동을 제한하고 머리를 보호하지 못하는 등 유용성이 제한적이어서 주로 대중 행사에서만 착용하는 경향이 있었다.
유명인사에 대한 접근 또한 점점 더 제한되었다. 잠재적 방문객들은 해당 공무원에게 접근이 허용되기 전에 수많은 다른 검사를 거쳐야 했고, 통신이 개선되고 정보 기술이 더욱 보편화되면서, 특히 금속 탐지기와 폭탄 탐지기의 일반적인 사용으로 인해, 잠재적 살인자가 직장이나 사생활에서 인물에게 충분히 가까이 다가가 암살을 시도하는 것은 거의 불가능해졌다.
대부분의 현대 암살은 약한 보안이나 보안 허점 때문에 대중 행사 중이나 이동 중에 발생했으며, 존 F. 케네디 미국 대통령과 베나지르 부토 전 파키스탄 총리의 경우가 그러하다. 또는 보안이 압도되거나 완전히 제거된 쿠데타의 일환으로 발생했는데, 콩고 민주 공화국의 파트리스 루뭄바 총리의 경우가 그러하다.

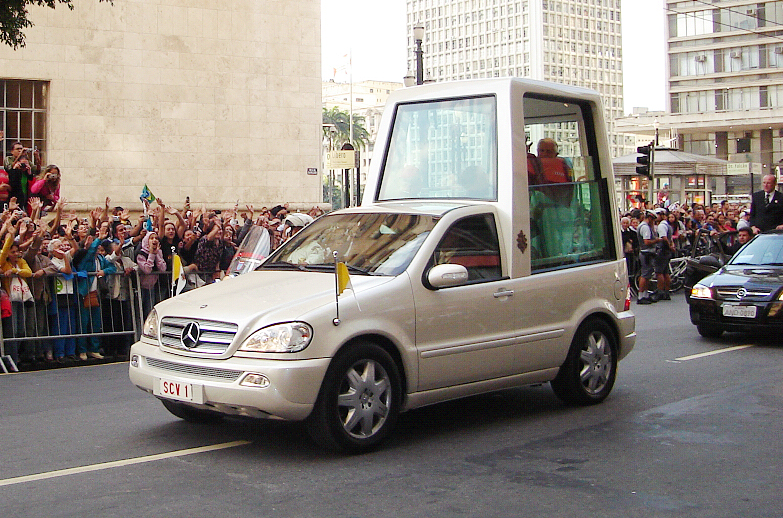
브라질 상파울루에서 교황 베네딕토 16세가 메르세데스-벤츠 M 클래스를 개조한 파파모빌레에 탑승해 있다.

유명인들이 사용하는 보호 방법은 때때로 대중의 부정적인 반응을 불러일으켰는데, 일부는 자신들의 공무원이나 주요 인물과 분리되는 것에 불만을 표출했다. 예를 들어, 교황 요한 바오로 2세가 암살 시도 이후 제작된 MRAP와 유사한 형태의 투명 방탄유리 버블로 보호된 파파모빌레를 타고 이동하는 경우가 있다. 정치인들은 분리될 필요성에 불만을 품고 때때로 개인적인 이유나 홍보를 위해 경호원들을 멀리 보내기도 한다. 윌리엄 매킨리 미국 대통령은 암살당한 공개 환영회에서 그렇게 했다.
다른 잠재적 표적들은 은둔하여 대중에게 거의 모습을 드러내지 않는데, 작가 살만 루슈디가 그러하다. 관련 보호 형태는 바디 더블을 사용하는 것이다. 이들은 목표물과 비슷한 체형을 가진 사람들로, 화장을 하고 경우에 따라 성형 수술을 받아 목표물과 닮게 만든 후, 위험한 상황에서 그 사람의 역할을 대신한다. 1993년부터 1997년까지 육군 차관을 지낸 조 R. 리더에 따르면 피델 카스트로는 바디 더블을 사용했다.
미국 비밀경호국 요원들은 암살자들의 심리에 대한 훈련을 받는다.

## 유명한 암살 사건
- 을미사변(명성황후 암살 사건)
- 이토 히로부미 저격 사건
- 존 F. 케네디(존 F. 케네디 암살 사건)
- 에이브러햄 링컨
- 10·26 사건(박정희 암살 사건)
- 아베 신조 피살 사건
- 사라예보 사건(황태자 부부 암살 사건)

## 같이 보기
- 소설 속 암살
- 청부살인
- 암살의 역사
- 청부살인업자 및 히트맨 목록
- 암살 및 처형된 국가원수 및 정부수반 목록
- 암살 목록
- 총기 암살 목록
- 암살 미수 생존자 목록
- 미국 대통령 암살 시도 및 음모 목록
- 정치 폭력
- 중앙정보국의 특수활동센터

## 추가 자료
- Ayton, Mel (2017). 《Plotting to Kill the President: Assassination Attempts from Washington to Hoover》. U of Nebraska Press. ISBN 978-1-61234-879-7.
- Clarke, James W. (2018). 《Defining Danger: American Assassins and the New Domestic Terrorists》. Routledge. ISBN 978-1-351-52317-2.
- Clarke, James W. “America's History of Crazy Political Assassins Didn't Begin with Loughner”. 《히스토리 뉴스 네트워크》.
- Porter, Lindsay (2010). 《Assassination: A History of Political Murder》. Overlook Press. ISBN 978-1-59020-348-4.
- Trenta, Luca (2024). 《President's Kill List》. Edinburgh University Press. ISBN 978-1-3995-1952-6.
- Leonard, Max (2010년 4월 6일). “암살: 린제이 포터의 정치 살인의 역사”. 《데일리 텔레그래프》.
- “규칙 65 위반 행위에 관한 관행”. 《관습 국제인도법 데이터베이스》.
  - “1899년 및 1907년 헤이그 협약 (23.b.)”. 예일 대학교.